# 东坊城堡乡
东坊城堡乡，是中华人民共和国河北省张家口阳原县下辖的一个乡镇级行政单位。

## 行政区划
东坊城堡乡下辖以下地区：
东坊城堡村、西坊城堡村、三分沟村、五分沟村、洞嘴村、西白马营村、东白马营村、西六马坊村、双庙村、獾子夭村、九马坊村、周家夭村、小白嘴村、大白嘴村、嘴儿房村、辛其村、南梁庄村、响水沟村、吕家夭村、豹峪村和李家窑村。